# Mission des Nations unies pour la stabilisation en Haïti
 (avril 2024).
La mise en forme du texte ne suit pas les recommandations de Wikipédia : il faut le « wikifier ».
Les points d'amélioration suivants sont les cas les plus fréquents. Le détail des points à revoir est peut-être précisé sur la page de discussion.
- Les titres sont pré-formatés par le logiciel. Ils ne sont ni en capitales, ni en gras.
- Le texte ne doit pas être écrit en capitales (les noms de famille non plus), ni en gras, ni en italique, ni en « petit »…
- Le gras n'est utilisé que pour surligner le titre de l'article dans l'introduction, une seule fois.
- L'italique est rarement utilisé : mots en langue étrangère, titres d'œuvres, noms de bateaux, etc.
- Les citations ne sont pas en italique mais en corps de texte normal. Elles sont entourées par des guillemets français : « et ».
- Les listes à puces sont à éviter, des paragraphes rédigés étant largement préférés. Les tableaux sont à réserver à la présentation de données structurées (résultats, etc.).
- Les appels de note de bas de page (petits chiffres en exposant, introduits par l'outil «  Source ») sont à placer entre la fin de phrase et le point final[comme ça].
- Les liens internes (vers d'autres articles de Wikipédia) sont à choisir avec parcimonie. Créez des liens vers des articles approfondissant le sujet. Les termes génériques sans rapport avec le sujet sont à éviter, ainsi que les répétitions de liens vers un même terme.
- Les liens externes sont à placer uniquement dans une section « Liens externes », à la fin de l'article. Ces liens sont à choisir avec parcimonie suivant les règles définies. Si un lien sert de source à l'article, son insertion dans le texte est à faire par les notes de bas de page.
- La présentation des références doit suivre les conventions bibliographiques. Il est recommandé d'utiliser les modèles {{Ouvrage}}, {{Chapitre}}, {{Article}}, {{Lien web}} et/ou {{Bibliographie}}. Le mode d'édition visuel peut mettre en forme automatiquement les références.
- Insérer une infobox (cadre d'informations à droite) n'est pas obligatoire pour parachever la mise en page.

Pour une aide détaillée, merci de consulter Aide:Wikification.
Si vous pensez que ces points ont été résolus, vous pouvez retirer ce bandeau et améliorer la mise en forme d'un autre article.
La Mission des Nations unies pour la stabilisation en Haïti, en abrégé MINUSTAH, est une mission de maintien de la paix de l’Organisation des Nations unies en Haïti en opération de 2004 au 15 octobre 2017. La composante militaire de la mission est dirigée par l’armée de terre brésilienne. Le commandant de la force est brésilien.
En mai 2008, la force était composée d'un total de 9 055 personnels en uniforme, qui comprenait 7 174 soldats et 1 881 policiers, appuyés par un personnel civil international, un personnel civil et des volontaires des Nations unies.
Le 15 octobre 2017, la mission de la Minustah est terminée, la Minujusth (Mission des Nations Unies pour l'appui à la justice en Haïti) prend le relai sur le volet des actions de soutien de l’ONU aux forces de l’ordre et la justice haïtienne.

## Historique
Conformément à son mandat, la MINUSTAH est requise de concentrer l'utilisation de ses ressources, y compris la police civile, sur le renforcement de la sécurité et la protection durant la période électorale et d'aider à la restauration et au maintien de l'État de droit, de la sécurité publique et l'ordre public en Haïti. La MINUSTAH est créée par la résolution 1542 du Conseil de sécurité des Nations unies du 30 avril 2004. Le déploiement de la MINUSTAH a démarré le 1er juin 2004.
La communauté haïtienne était confrontée à une réalité instable d’ordre public. Dans les rues des marchés centrales, des étudiants ont organisés des manifestations pour réclamer la destitution du président Jean Bertrand Aristide. Les manifestants ont réussi à prendre en otage un commissariat de police dans la ville de Gonaïve. Les protestations se poursuivaient, si bien que le secteur de la chambre des commerces et des industries se sont dits vivement préoccupés par la détérioration du climat de sécurité à Port-au-Prince, notamment la chambre des commerces et de l’industrie d’Haïti (CCIH) a lancé l’alerte à la communauté internationale quant aux climats d’insécurité politique et civil. D'après ce qu'ils disaient, les responsables de parti politique ou de regroupement revendiquaient ouvertement leur appartenance à un parti et commettaient des actes de terreur, de vandalisme et d'attaques répétées. Le 11 février, des partisans armés et illégaux de Jean-Bertrand Aristide ont assassiné cinquante personnes membres de la RAMSICOM dans le quartier de la Scierie, à Saint-Marc, ils sont connus sous le nom d’hommes de main qui terrorisaient la population. Le 16 février, des rebelles armés sous le commandement de l’ex-dictateur Raoul Cédras prennent le contrôle de la ville de Hinche au centre est du pays. Le 20 février, au cours d’une manifestation de l’opposition à Port-au-Prince, des journalistes ont été blessés en raison des violences perpétrées par les partisans du président Aristide. Le 22 février, le Cap-Haïtien tombe aux mains des rebelles.
En 2004, les Casques bleus de l'ONU prennent d'assaut Cité Soleil dans une tentative de s'emparer du contrôle de la région et de mettre fin à l'anarchie.
En 2004, des organisations indépendantes pour la protection des Droits de l'Homme accusent la MINUSTAH et la Police nationale d'Haïti (PNH) de collaborer à de nombreuses atrocités contre les civils,.
En 2004 à Cité Soleil, l’anarchie régnait parmi les civils après le départ d’Aristide. Des brigands ont organisé des regroupements prétendant partisans du président Aristide, leurs actes de violence qu’ils ont commis étaient d’une ampleur démentielle, car des jeunes âgés de douze à vingt ans étaient lourdement armés. Les pays voisins et le Conseil de la sécurité nationale ont été marqués par cet épisode en Haïti, ils ont considéré l’envoi de l’armée MINUSTAH comme indispensable pour stabiliser les émeutes. Cependant, l’opération de MINUSTAH a suscité des controverses, car on le reproche d’action irrationnelle.Cette dernière était le résultait d’un manque d’effectifs et d’autre part, des victimes haïtiennes blessées lors d’interventions policières. En juillet 2005, le porte-parole de la force militaire, colonel El Ouafi Boulbars, a répondu aux accusations de violence irrationnelle envers des innocents. Dans un communiqué de presse en Haïti, il déclare que les criminels ont essayé tout leur possible pour s’opposer à l’opération militaire et certains ont été tués ou blessés. Cette opération faisait partie des efforts déployés de la MINUSTAH afin de mettre fin à la violence à la capitale, Port-au-Prince. Leur principale préoccupation fut de réaffirmer leur engagement à assurer la sécurité et la stabilité de Port-au-Prince.
L'ONU, après avoir à maintes reprises nié d'avoir pris la vie de tous les civils, a plus tard annoncé que des civils aient pu avoir été tués, mais a fait valoir que ce n'était pas intentionnel, et que cela s'était produit comme une conséquence de leur répression à l'égard de ce qu'ils ont appelé des « gangs ». Ils ont également déclaré que les Nations unies et la MINUSTAH regrettait profondément toute perte de vie lors de l'opération,.
Au début de l’année 2005, le lieutenant-général Augusto Heleno Ribeiro Pereira commandant des forces de la MINUSTAH a témoigné devant une commission du Congrès du Brésil, que « nous sommes sous une pression extrême de la communauté internationale à recourir à la violence », citant le Canada, la France, et les États-Unis. Plus tard dans l'année, il a démissionné, et le 1er septembre 2005, il a été remplacé par le général Urano Teixeira da Matta Bacellar en tant que commandant des forces de la MINUSTAH. Le 7 janvier 2006, Bacellar a été retrouvé mort dans sa chambre d'hôtel. Son remplaçant par intérim était le général Eduardo Aldunate Hermann du Chili.
Le 17 janvier 2006, il est annoncé que le général brésilien José Elito Carvalho de Siqueira serait le remplaçant permanent pour Bacellar à la tête de l'Organisation des Nations unies en Haïti.
Le 14 février 2006, par la résolution 1658 du Conseil de sécurité, le Conseil de sécurité de l'Organisation des Nations unies a prorogé le mandat de la MINUSTAH jusqu'au 15 août 2006.

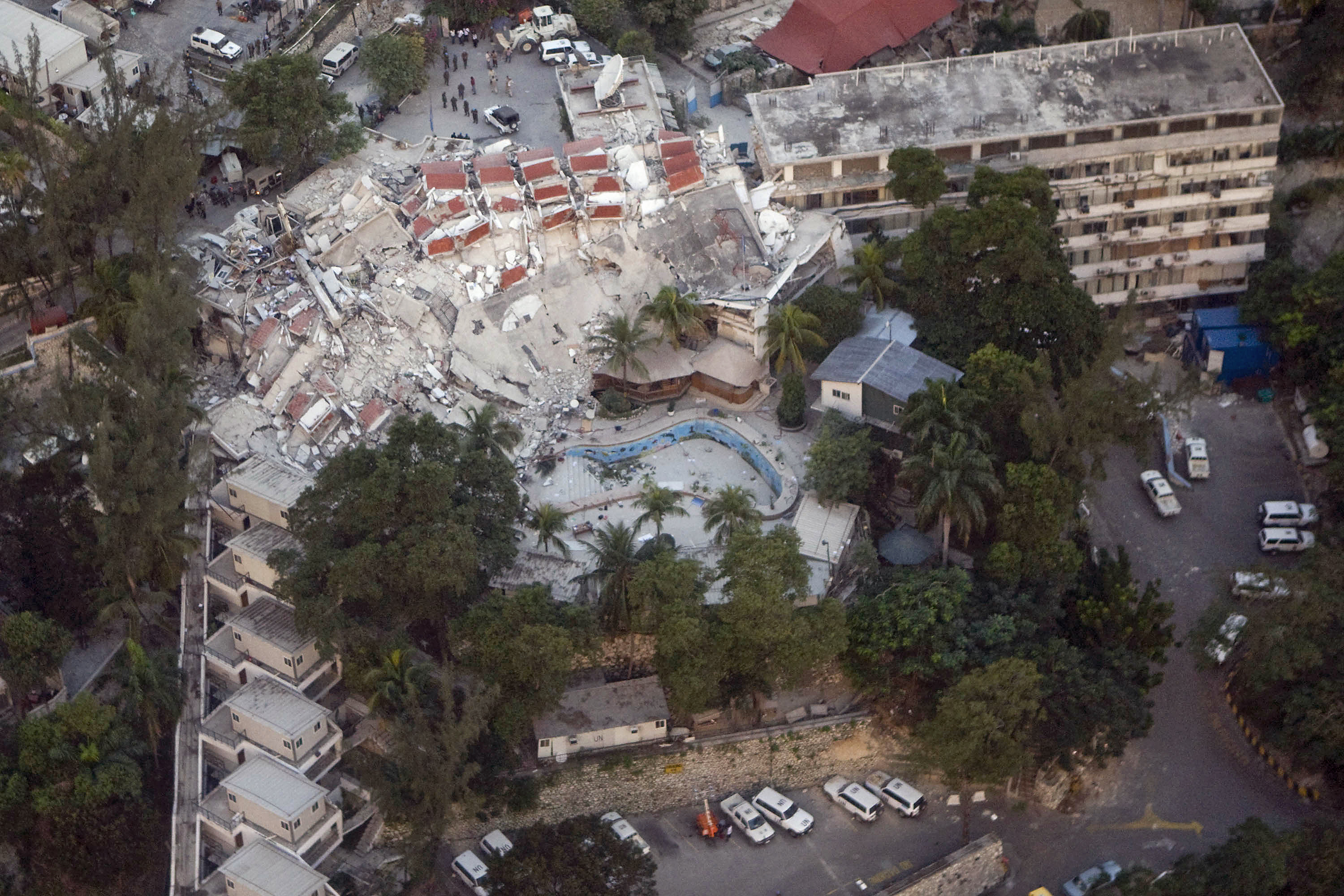
Ruines de l'Hôtel Christopher siège de la MINUSTAH à Haïti en janvier 2010.

La MINUSTAH est également un précédent pour la première mission de la région à être dirigée par les militaires brésiliens, et presque entièrement composé de forces d’Amérique latine, en particulier du Brésil, de l’Argentine, du Chili, de Bolivie, de l’Équateur et de l’Uruguay (environ 900 hommes). Depuis le 1er septembre 2007, la mission est dirigée par le Tunisien Hédi Annabi.
Lors du tremblement de terre d'Haïti de 2010, son quartier général situé à l'hôtel Christopher a été en partie détruit et plusieurs dizaines de membres de son personnel sont portés disparus dans cet hôtel ainsi que dans l'hôtel Montana.
Le tremblement de terre a été enregistré de magnitude 7,3 sur l'échelle de Richter, près de 102 personnes de la MINUSTAH ont perdu la vie. L’état d’urgence a été proclamé à l’intérieur du pays, mais en dépit de cette situation tragique, la MINUSTAH a joué un rôle primordial dans la sécurisation des zones urbaines et des camps haïtiens en mouvement. Le rapport du représentant spécial du secrétaire général de la MINUSTAH, Edmond Mulet, fournit un rapport sur la situation géographique après le séisme. Selon son témoignage, une personne sur 10 aurait été tuée dans le capital et qu’au cours des jours qui ont suivi, Haïti a vécu les moments les plus sombres de son histoire tumultueuse. Il a salué le rôle crucial de la mission des Nations unies, ils ont fait preuve d’assistance humanitaire sur des terrains à très haut risque de glissement de terrain. Après le séisme, la MINUSTAH a sévèrement été touchée sur le plan effectif. Par la résolution 1908 et 1927 du 19 janvier et du 4 juin 2020, le Conseil de sécurité des Nations unies augmente les effectifs de la MINUSTAH à la suite du tremblement de terre. Sur le plan humanitaire, le système de santé, les services d’approvisionnement ainsi que le gouvernement ont besoin d’être organisés. De ce fait, Elisabeth Byrs, porte-parole à Genève du Bureau de coordination des affaires humanitaires de l’ONU (Ocha), a déclaré que cette tragédie était la plus grave que les Nations unies avaient connue jusqu’à présent. Selon ce que rapportent les secouristes internationaux, ils ont l’impression d’intervenir dans un climat d’émeute. Ainsi, l’organisation non gouvernemental (ONG), le Comité de secours internationaux (COSI), provenant de l’Ardèche, ont été la cible de tirs le 20 janvier, ils expriment leur gratitude envers les forces de sécurité de l’armée brésilienne qui les avoirs sauvé la vie et ont annoncé leur retrait opérationnel.

## L'objectif des collaborations entre les Nations unies et les autorités internationales
La MINUSTAH a été l’une des premières missions onusiennes où la restauration de la démocratie justifiait une action militaire en vertu du chapitre VII de la Charte des Nations unies. Avant l'adoption de la résolution no1542 du Conseil de sécurité en 2004, la MINUSTAH était le résultat stratégique du président Jean Bertrand Aristide et de son parti Fanmi Lavalas pour maintenir un pouvoir politique en place. Les États-Unis, le Canada et la France furent les principaux acteurs extérieurs d’Haïti. Ils ont offert au peuple haïtien du soutien en envoyant des soldats pour le maintien de la paix. Les Nations unies et l'Organisation des États américains (OEA) ont salué leur efforts après le premier coup d’État militaire contre Aristide qui a duré 3 ans depuis 1991. En 2004, le chaos en Haïti qui a conduit la fuite du président Aristide en exil indiqua à l’organisation internationale (ONU) qu’une intervention humanitaire était nécessaire. En réponse à la demande des autorités intérimaires et du président Aristide, l'ONU a mis en place une intervention de la Force multinationale intérimaire en Haïti (FMI). Puis, depuis 2004, ce sont l'Argentine, le Brésil et le Chili qui ont été chargés de maintenir la stabilité en Haïti. Le Brésil s'était engagé à coopérer en matière de sécurité internationale, étant donné sa stabilité économique et politique. Le Chili a exprimé son soutien à la MINUSTAH en offrant des soldats militaires aux opérations de paix lors de l’instabilité civile du dimanche 29 février 2004. L’ONU a été intéressée par l’initiative du Chili d’intégrer une force multinationale avec la France, le Canada et les États-Unis. L’ONU a également exprimé son souhait de s’appuyer sur les puissances régionales, en partie à cause des missions militaires précédentes qui étaient d’une grande importance, étrangères à la réalité haïtienne, mais avaient échoué. Cependant, l’Argentine était la moins enthousiaste à prendre part à la mission. Dans une large mesure, l’hésitation traduisait l’opinion populaire qui rattachait les OMP (opérations de maintien de la paix) à l’administration Menem. Sous le gouvernement Menem, qui était impopulaire à l’époque, l’Argentine a participé à 22 OMP dans les années 1990. Néanmoins, après ces hésitations initiales, l’opinion a évolué au fur et à mesure que la coopération de l’Argentine avec les forces armées voisines et l’opinion sur la politique de défense passée a été modifié.

## Rapports et résolutions de l’Organisation des Nations unies

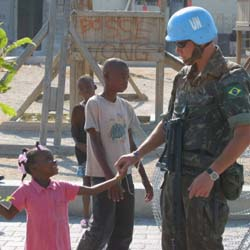
Un soldat brésilien de la MINUSTAH avec une jeune fille d'Haïti.

Le 23 février 2004, le Conseil de sécurité des Nations unies a été convoquée à la demande de CARICOM pour la première fois en quatre ans pour traiter de la détérioration de la situation en Haïti.
Le 29 février 2004, le Conseil de sécurité a adopté une résolution prenant acte de la démission de Jean-Bertrand Aristide en tant que président d'Haïti et de la prestation de serment du président Boniface Alexandre, comme le président d'Haïti, conformément à la Constitution d'Haïti et a autorisé le déploiement immédiat d'une force multinationale intérimaire.
Le 30 avril 2004, la MINUSTAH a été établie avec une composante militaire d'un maximum de 6 700 soldats.
En juillet 2004, l'Assemblée générale a autorisé le financement de la mission avec 200 millions de dollars, qui fait suite à une conférence des donateurs à Washington DC.
Le premier rapport d’activités de la MINUSTAH a été déposé à la fin du mois d'août.
En septembre, le président par intérim d'Haïti, Boniface Alexandre, a parlé devant l’Assemblée générale des Nations unies pour confirmer son appui de la MINUSTAH.
En novembre, un deuxième rapport a été produit, et le mandat du Conseil de sécurité de la MINUSTAH.
Le mandat a récemment été étendu par le Conseil de sécurité jusqu'à octobre 2008.
Le 18 janvier 2010, à la suite du séisme, la résolution 1908 du Conseil de sécurité de l'ONU décide une MINUSTAH comprendra une composante militaire comptant jusqu'à 8 940 militaires, tous grades confondus, et une composante de police comptant jusqu'à 3 711 policiers.

## Actions

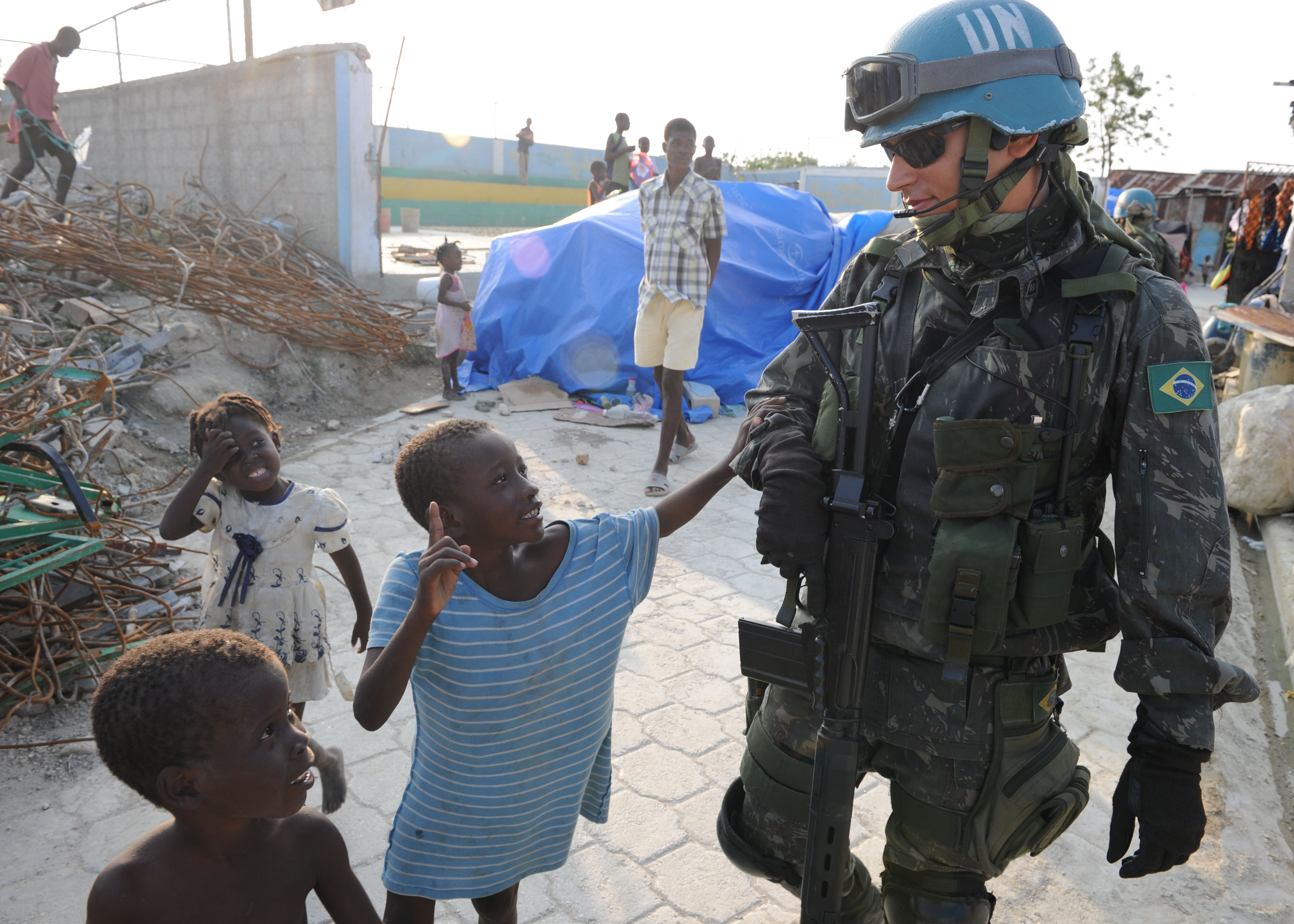
Casque bleu brésilien.

Bien que la Mission de stabilisation des Nations unies (MINUSTAH) est en Haïti depuis 2004, à compter de 2007, elle continue de lutter pour le contrôle des bandes armées. Elle maintient un contrôle à l'entrée du bidonville de Cité Soleil, et la route est bloquée par des véhicules armés.
En janvier 2006, deux soldats Jordaniens de maintien de la paix ont été tués à Cité Soleil. En octobre 2006, un groupe lourdement armé de la Police nationale d'Haïti a été en mesure d'entrer dans Cité Soleil pour la première fois en trois ans et a été capable de rester une heure avec des troupes blindées de l'ONU pour patrouiller dans la zone. Ce quartier servant de repère pour cacher les victimes de kidnapping des bandes armées, la capacité de la police de pénétrer dans la zone, même pour un bref laps de temps a été considérée comme un signe de progrès. La situation de la persistance de la violence est similaire à Port-au-Prince. Des ex-soldats, partisans de l'ex-président, ont occupé la maison de l'ex-président Jean-Bertrand Aristide contre la volonté du gouvernement haïtien. Avant Noël 2006, les forces des Nations unies ont annoncé qu'elles allaient prendre une position plus sévère contre les membres de gangs à Port-au-Prince, mais depuis lors, l'atmosphère ne s'est pas améliorée et les barrages routiers et les barricades de barbelés de l’armée n'ont pas été déplacés. Après que quatre personnes aient été tuées et six autres blessés lors d'un échange de coups de feu avec des criminels de Cité Soleil lors d’une opération des Nations unies à la fin de janvier 2007, les États-Unis ont annoncé qu'ils contribueraient à hauteur de 20 millions de dollars pour créer des emplois dans Cité Soleil,.
Au début du mois de février 2007, 700 hommes de l'ONU pénétré à Cité Soleil donnant lieu à des tirs d’armes à feu dans une grande bataille. Bien que les forces fassent régulièrement des entrées de force dans le quartier, un porte-parole a déclaré que celle-ci était la plus importante tentative à ce jour par les troupes de l'ONU. Le 28 juillet 2007, Edmond Mulet, le représentant spécial des Nations unies en Haïti et chef de la MINUSTAH, a prévenu d'une forte augmentation des lynchages et d'autres attaques de gangs en Haïti. Il a dit que la MINUSTAH, qui compte maintenant 9 000 troupes, lancerait une campagne pour rappeler aux gens que les lynchages sont un crime.
Le 2 août 2007, le secrétaire général des Nations unies Ban Ki-moon est arrivé en Haïti pour évaluer le rôle des forces de l'ONU, en annonçant qu'il allait visiter Cité Soleil au cours de sa visite. Il a dit que c’est le plus grand bidonville d'Haïti et en tant que tel le plus important objectif pour les gardiens de la paix des Nations unies afin d’avoir un contrôle sur les gangs armés. Au cours de sa visite, il a annoncé une extension du mandat des forces de l'ONU en Haïti.
Le président, René Préval, a exprimé des sentiments ambivalents à propos de la présence de sécurité de l'ONU, en déclarant « si le peuple haïtien voulaient que les forces de l'ONU quittent le pays, il dirait oui ». Des survivants blâment souvent les gardiens de la paix des Nations unies pour les décès de leurs proches.

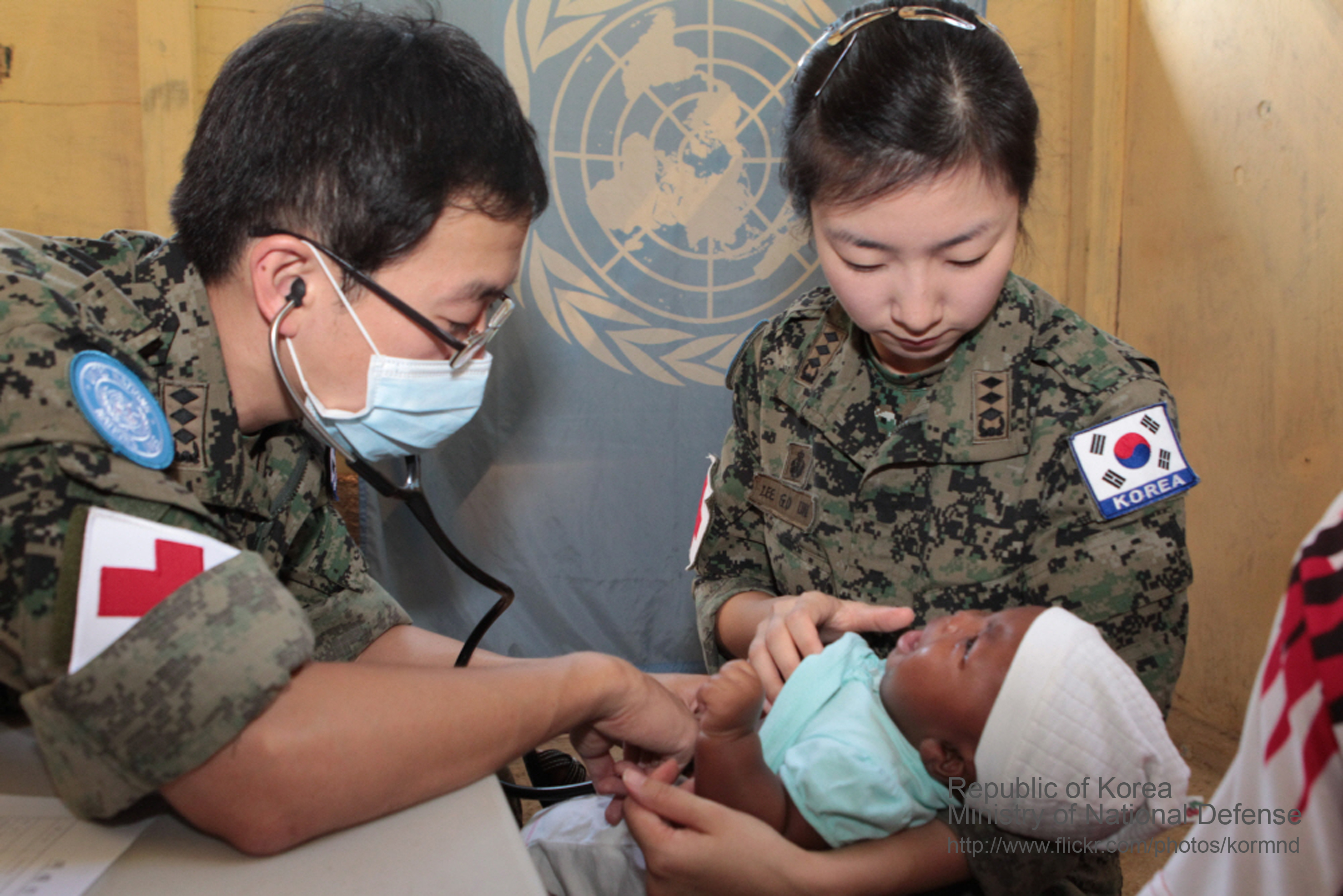
Unité médicale sud-coréenne de la MINUSTAH en 2012.

En avril 2008, Haïti a été confronté à une grave crise alimentaire et gouvernementale ainsi que la déstabilisation à la suite de l'échec du Parlement à ratifier le choix du président d'un Premier ministre. Il y a eu de graves émeutes et les forces de l'ONU ont tiré des balles en caoutchouc, à Port-au-Prince et l'émeute s’est calmée. Le chef de la MINUSTAH a demandé qu’un nouveau gouvernement soit formé dès que possible. Pendant ce temps, l'ONU fournit une aide alimentaire d'urgence.
Le mandat de la Minustah s’est terminé le 15 octobre 2017, une nouvelle mission de l’Onu dédiée au soutien des forces de l’ordre et la justice haïtienne : la Minujusth (Mission des Nations Unies pour l'appui à la justice en Haïti) en a pris le relai.

## Composition

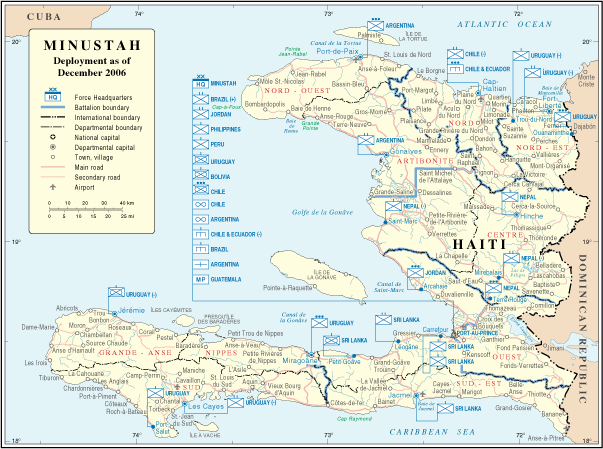
Carte de déploiement de la MINUSTAH en décembre 2006.

Chefs de la Mission de stabilisation des Nations unies en Haïti : 
- Juan Gabriel Valdés, du Chili, d'août 2004 à mai 2006[50] ;
- Edmond Mulet, du Guatemala, de juin 2006 à août 2007[51] ;
- Hédi Annabi, de Tunisie, de septembre 2007 à sa mort lors du tremblement de terre d'Haïti de 2010[52].
- Edmond Mulet renommé le 31 mars 2010.
- Mariano Fernández Amunátegui, du Chili, nommé le 16 mai 2011[53], il entre en fonction le 26 juin suivant[54].

Commandants des forces de la composante militaire de la MINUSTAH : 
- Général Augusto Heleno Ribeiro Pereira, du Brésil, de 2004 à août 2005 ;
- Général Urano Teixeira da Matta Bacellar, du Brésil, de septembre 2005 à janvier 2006[55] ;
- Général Eduardo Aldunate Herman, du Chili, en janvier 2006 (nomination intérimaire) ;
- Général José Elito Carvalho Siqueira, de Brésil, de janvier 2006 à janvier 2007[56] ;
- Général Carlos Alberto dos Santos Cruz, du Brésil, de janvier 2007 à avril 2009[57].
- Général Floriano Peixoto Vieira Neto, du Brésil, d'avril 2009 à mars 2010.
- Général Luiz Guilherme Paul Cruz, du Brésil, d'avril 2010 à mars 2011.
- Général Luiz Eduardo Ramos Pereira, du Brésil, depuis avril 2011[58].

- Afrique du Sud : 2 policiers ;
- Algérie : 1 policier ;
- Bangladesh : 483 policiers ;
- Bénin : 43 policiers ;
- Bolivie : 207 militaires ;
- Brésil : 2 188 militaires et 4 policiers ;
- Burkina Faso : 63 policiers ;
- Burundi : 15 policiers ;
- Cameroun : 25 policiers ;
- Canada : 11 militaires et 136 policiers ;
- République centrafricaine : 15 policiers ;
- Chili : 500 militaires, et 40 policiers ;
- Chine : 143 policiers ;
- Colombie : 37 policiers ;
- Corée du Sud : 242 militaires ;
- Côte d'Ivoire : 113 policiers ;
- Croatie : 5 policiers ;
- Danemark : 1 policiers ;
- Égypte : 26 policiers ;
- Équateur : 67 militaires ;
- Espagne : 28 policiers ;
- États-Unis : 8 militaires et 82 policiers ;
- France : 2 militaires et 49 policiers ;
- Grenade : 3 policiers ;
- Guatemala : 148 militaires ;
- Guinée : 32 policiers ;
- Inde : 456 policiers ;
- Indonésie : 20 militaires et 10 policiers ;
- Jamaïque : 4 policiers ;
- Japon : 225 militaires ;
- Jordanie : 612 militaires et 513 policiers ;
- Kirghizistan : 2 policiers ;
- Lituanie : 2 policiers ;
- Madagascar : 26 policiers ;
- Mali : 59 policiers ;
- Mexique : 6 militaires ;
- Népal : 1 075 militaires et 168 policiers ;
- Niger: 82 policiers ;
- Nigeria : 148 policiers ;
- Norvège : 5 policiers ;
- Oman : 2 policiers ;
- Pakistan : 298 policiers ;
- Paraguay : 131 militaires ;
- Pérou : 372 militaires ;
- Philippines : 173 militaires et 31 policiers ;
- Portugal : 1 policier ;
- République dominicaine : 4 militaires ;
- Roumanie : 24 policiers ;
- Russie : 5 policiers ;
- Rwanda : 189 policiers ;
- Salvador : 16 policiers ;
- Sénégal : 174 policiers ;
- Serbie : 5 policiers ;
- Sierra Leone : 4 policiers ;
- Slovaquie : 6 policiers ;
- Sri Lanka : 960 militaires et 15 policiers ;
- Suède : 3 policiers ;
- Tchad : 23 policiers ;
- Thaïlande : 10 policiers ;
- Togo : 2 policiers ;
- Turquie : 40 policiers ;
- Uruguay : 1 090 militaires et 8 policiers ;
- Yémen : 25 policiers.

## Controverses
Un certain nombre d'incidents et l'objectif de la mission de l'ONU lui-même ont donné lieu à de vives critiques de son action et l'appel à son départ.

### Partialité politique
La Mission de stabilisation des Nations unies en Haïti est la seule mission militaire importante de l'Organisation des Nations unies à avoir été envoyée dans un pays confronté à un conflit interne sans accord de paix entre les parties. Beaucoup considèrent la MINUSTAH comme une tentative par les États-Unis, le Canada et la France pour évincer d'Haïti le président populiste démocratiquement élu Jean-Bertrand Aristide, pour neutraliser ses partisans du Fanmi Lavalas, et pour garantir la stabilité du gouvernement pro-occidental de Gérard Latortue. En 2005, un rapport accablant par les Harvard Law Student Advocates for Human Rights montre en détail que la force de stabilisation des Nations unies a pour objet de couvrir de manière efficace une campagne de terreur menée par la police dans les bidonvilles de Port-au-Prince, qui constituent un bastion de soutien indéfectible à Aristide et au parti Lavalas. Cette manipulation totalement inappropriée de la part des États membres de dire à l'ONU de choisir un parti en Haïti, a non seulement été dénoncée par les Occidentaux, mais aussi ressentie par la population locale.

### Incident du 6 juillet 2005

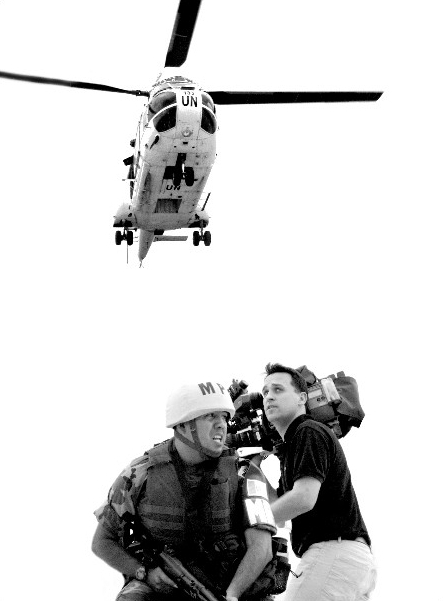
Un hélicoptère Puma des forces chilien de la MINUSTAH pendant les élections de 2006 à Pétion-Ville (Photo: Patrick André Perron).

Le 6 juillet 2005, la MINUSTAH a effectué un raid dans Cité Soleil à Port-au-Prince. Le porte-parole de la MINUSTAH a affirmé que le raid a ciblé une base de rebelles illégalement armés dirigé par Dread Wilmé. Les rapports de sources pro-Lavalas, ainsi que des journalistes comme Kevin Pina, soutiennent que le raid avait pour cible des civils et une tentative de détruire le soutien populaire en faveur de l'ancien chef en exil d’Haïti, Aristide, avant l'élection.
Les estimations sur le nombre de décès varient de cinq à près de quatre-vingts, pour ceux qui considèrent que l’offensive avait pour cible des civils. Toutes les sources ne s'accordent pas pour savoir si des membres des forces de la MINUSTAH ont été tués. Toutes les sources conviennent également que Dread Wilmé a été tué dans le raid. Le porte-parole de la MINUSTAH a appelé Wilmé de « gangster ». D'autres sources, telles que le Haitian Lawyers Leadership Network pro-Aristide considère Wilmé comme un dirigeant de la communauté et un martyr.
L'incident est devenu un point focal pour les groupes qui s'opposent à l'occupation de la MINUSTAH en Haïti, et qui soutiennent le retour du président Aristide. La MINUSTAH a également été accusé de permettre à la Police nationale haïtienne de commettre des atrocités et des massacres contre des partisans Lavalas et des citoyens haïtiens opposés à l'occupation actuelle.
Le 6 janvier 2006, chef de mission des Nations unies, Juan Gabriel Valdés, a annoncé que les forces de la MINUSTAH lanceraient un autre raid sur Cité Soleil. Dans une tentative de dissipation des craintes légitimes des associations de défense des Droits de l'Homme conscientes des conséquences possibles pour la population civile, Valdés a déclaré : « Nous allons intervenir dans les prochains jours. Je pense qu'il y aura des dommages collatéraux mais nous devons imposer notre force, il n'y a pas d'autre moyen ».

### Incident du 18 juin 2009
Le Fanmi Lavalas, le plus grand parti politique et mouvement populaire en Haïti, a célébré l’enterrement du prêtre catholique Père Gérard Jean-Juste, le 18 juin accompagné par des milliers de pleureuses. La procession a été brutalement interrompue par des coups de feu qui pouvaient être entendus au coin de la rue. Des témoins rapportent que des soldats brésiliens de la mission militaire des Nations unies ont ouvert le feu après avoir tenté d'arrêter l'un des participants en deuil. L'ONU a refusé cette accusation et affirme que la victime a été tuée par l'une des pierres lancées par la foule ou par un objet contondant. Des témoins oculaires ont rétorqué que l'ONU tente de dissimuler l'incident.

### Procédures judiciaires
Un procès impliquant le contingent brésilien de la force militaire de la MINUSTAH est actuellement en cours à la Cour interaméricaine des droits de l'homme (CIDH). L'affaire, représentée par Me Mario Joseph de la Bureau des Avocats Internationaux (BAI) et Brian Concannon de la Institute for Justice and Democracy in Haiti (IJDH), défend le cas de Jimmy Charles, un militant de base qui a été arrêté par les troupes de l'ONU en 2005, et remis à la police haïtienne. Son corps a été retrouvé quelques jours plus tard à la morgue, rempli d’impacts de balles. La BAI a déposé une plainte devant les tribunaux haïtiens, en vain, et au début de 2006, il a déposé une requête auprès de la CIDH. La CIDH a accepté l'affaire concernant l'État d'Haïti, et a rejeté la plainte contre le Brésil, montrant un vide juridique quant à la responsabilité de l'ONU.

### Autres
La MINUSTAH a également été l'objet de polémiques relatives à des crimes sexuels perpétrés dans le pays par son personnel ainsi que par l'importation du choléra par certains de ses soldats népalais. La propagation de la maladie fit près de 10 000 morts à partir d’octobre 2010.

## Information relative à la fermeture de la MINUSTAH
Le Conseil de sécurité des Nations unies a développé sa motivation à mettre fin au mandat de la MINUSTAH. Selon le conseil, cette décision n’engendre pas d’impact important en Haïti, car depuis l’inauguration du cinquantième président (Jovenel Moïse), de la désignation du premier ministre Jack Guy Lafontant et de son cabinet en 2017, le pays est en structure de gouvernance. Sandra Honoré, la chef de la MINUSTAH annonce qu’une petite force d’accompagnement de l’ONU restera en Haïti pour le maintien de l’État de droit. La MINUSTAH a alors été remplacée par la mission des Nations unies pour l’appui à la justice jusqu’en 2019. Cependant, à la suite tentative d’assassinat du président Jovenel Moïse, la sécurité et le soutien font alors défaut. Le désespoir de la population se traduit par des troubles sociaux et des violences civiles. Sandra Honoré, représentante spéciale du secrétaire général pour Haïti, fit allusion à la tenue des scrutins du 20 novembre 2016 et du 29 janvier 2017 pour estimer qu’une fenêtre d’opportunité s’était ouverte pour résoudre les problèmes profonds qui affectent le pays. Selon elle, le pays acquiert un niveau de responsabilité avec l’inauguration du cinquante-huitième président d’Haïti, Jovenel Moïse, la désignation du premier ministre, M. Jack Guy Lafontant, et de son cabinet.

## La crise multidimensionnelle en Haïti a-t-elle été résolue après le passage de la MINUSTAH?
La dernière mission de l’ONU, la MINUSTAH a laissé des désagréments. En avril 2017, le Conseil de sécurité de l’ONU a décidé qu’il était temps pour la MINUSTAH de quitter Haïti, le transfert du commandement de la sécurité a été passé dans les mains de l’autorité de la police haïtienne, mais elle ne dispose pas assez de membres armés pour une population de 11 millions d’habitants. Aussi, lors de l’épidémie de Choléra le peuple haïtien blâme l’implication de l’ONU de les avoir contaminés et causés plus de 800 000 malades depuis 2010. La situation d’Haïti ne présente aucun signe d’amélioration pour Jean-Marie Théodat, professeur de géographique et spécialiste d'Haïti. Les civils sont généralement les principales victimes des conflits intraétatiques. La situation économique du pays se dégrade de plus en plus, car les quelques investisseurs qui ont tenté l’aventure ne restent pas longtemps. Les activités économiques qui sont censées contribuer au développement du pays ne sont pas organisées de manière cohérente, ils ne participent pas à la réduction de la pauvreté ou à la diminution du taux de chômage. L’instabilité politique du pays, à la fois politique et structurelle, demeure un facteur déterminant dans l’immobilisme qui caractérise le pays.